# HD 30870
HD 30870，又名BD+09 668，SAO 112150、HR 1553，是一颗恒星，视星等为6.11，位于銀經189.03，銀緯-21，其B1900.0坐标为赤經4h 46m 13.8s，赤緯+9° -21′ 20″。